# Ahmed Al-Assiri
Ahmed Mahmoud Al-Assiri (arab. ‏أحمد محمود العسيري‎, ur. 12 lutego 1952) – saudyjski lekkoatleta, sprinter.
Brał udział w biegu na 400 metrów i w sztafecie 4 × 400 metrów na Letnich Igrzyskach Olimpijskich 1976.